# Огнев, Фёдор Владимирович
Фёдор Владимирович Огнев (1866—1922 или 1923) — крестьянин, депутат Государственной думы II созыва от Тамбовской губернии.

## Биография
Крестьянин села Новое Гаритово Козловского уезда Тамбовской губернии. Учился в начальной школе, её выпускник. Служил волостным писарем, а затем волостным старшиной в Ново-Гаритовской волости Козловского уезда. Занимался земледелием на своём наделе. Во время выборов в Государственную Думу оставался беспартийным.
11 февраля 1907 года избран в Государственную думу II созыва от общего состава выборщиков Тамбовского губернского избирательного собрания. Вошёл в состав Трудовой группы и фракции Крестьянского союза.
После третьеиюньского переворота в Тамбовскую губернию не вернулся, а служил главным бухгалтером на петербургском Путиловском заводе.
12—15 августа 1917 года в Москве принял участие в Государственном совещании.
В Советское время служил у М. И. Калинина, вероятно, в структурах аппарата ВЦИК.

## Семья
- Жена — Аграфена Павловна урождённая Лагунова, родом из Козлова[1].
  - Потомки ??

### Рекомендуемые источники
- Буланова Л .В, Токарев Н. В. Представители тамбовского крестьянства — депутаты Государственной думы I—IV созывов // Общественно-политическая жизнь Российской провинции XX века. Тамбов, 1991. Выпуск 2;
- Николаев А. Б. Борьба сил революции и контрреволюции в связи с созывом Государственного совещания (апрель — август 1917 года): Диссертация…. кандидата исторических наук Л, 1989;
- Земцев Л. И. Крестьяне Центрального Черноземья в Государственной думе I созыва // Крестьяне и власть. Тамбов, 1995;

### Архивы
- Российский государственный исторический архив. Фонд 1278. Опись 1 (2-й созыв). Дело 307; Дело 575. Лист 26.